# Marcel Chalet
Marcel Chalet né le 7 novembre 1922 à Blesle en Haute-Loire et mort le 28 mars 2011 à Saint-Cloud est un haut fonctionnaire français, directeur de la direction de la Surveillance du territoire (DST) durant 7 ans,.

## Biographie
Après des études d'anglais à l'université de Clermont-Ferrand et à l'université de Strasbourg, puis élève de l'école nationale de police à Saint-Cyr-au-mont-d'Or (1944), Marcel Chalet entre à la DST en novembre 1945, à l'âge de 23 ans. Il y est formé au contre-espionnage par Roger Wybot. Il connaîtra plusieurs affectations, et se lie au chef du contre-espionnage de la CIA, James Angleton. Dans le cadre de la lutte contre l'espionnage soviétique, il est l'un des responsables de l'arrestation de l'espion pro-soviétique Georges Pâques en 1963.
Il prend en 1975 la direction de la DST. Lors des premiers jours du premier septennat de François Mitterrand, il est convoqué par le ministre de l'Intérieur Gaston Defferre qui lui demande de lui transmettre toutes les fiches de son service concernant le Président.
C'est sous sa direction que se déroule l'affaire Farewell qui permet au président Mitterrand de convaincre le gouvernement américain de son attachement au bloc de l'Ouest. C'est Chalet qui décide du nom de Farewell pour sa double signification en anglais. Il quitte son poste, atteint par la limite d'âge, en 1982.
Il est enterré au cimetière de Brioude en Haute-Loire.

## Publication
- Marcel Chalet et Thierry Wolton, Les visiteurs de l'ombre, Grasset, 1990